# Herman Eckert
John Gottlieb Herman Eckert (enligt FB 'Johann'), född 9 april 1856 i Tyska S:ta Gertruds församling i Stockholm, död 24 oktober 1879 i Maria Magdalena församling i Stockholm, var en svensk silhuettklippare.
Han var son till konditor Carl Wilhelm Eckert och Maria Theresia Berns samt bror till Fritz Eckert. Eckert som på grund av sjukdom var hänvisad till ett stillasittande liv kom i slutet av 1860-talet i kontakt med reproduktioner av Paul Konewkas silhuetter. Dessa väckte till liv en slumrande begåvning inom honom och han bedrev självstudier för att lära sig tekniken för silhuettklippning. Hans silhuettklipp är utförda med stor skicklighet och omfattar porträtt, landskapsscener och genremotiv. Bland annat illustrerade han Fritz Reuters roman Livet på landet med djur-, porträtt- och landskapsklipp. När Liljevalchs konsthall visade utställningen Skuggbilder, bildklipp och silhuetter 1930 var han representerad med ett fyrtiotal silhuettklipp. Eckert är representerad vid Nationalmuseum i Stockholm. Han är begravd på Norra begravningsplatsen utanför Stockholm.